# Nikola Terzić
Nikola Terzić (in serbo Никола Терзић?; Jagodina, 28 settembre 2000) è un calciatore serbo, centrocampista del Borac Banja Luka.

## Carriera

### Club
Cresciuto nelle giovanili del Čukarički, nel 2019 viene ceduto in prestito all'IMT Belgrado, nella seconda divisione serba, mettendosi in mostra grazie alle complessive 18 presenze e 11 reti tra campionato e coppa. Rientrato dal prestito nel dicembre 2020, nel febbraio 2021 viene acquistato a titolo definitivo dal Partizan, con il quale debutta in campionato il 5 maggio successivo nella vittoria in casa per 3-1 sul TSC Bačka Topola.
Nella stagione 2024-2025 ha giocato nella prima divisione greca con il Panserraïkos.

### Nazionale
Ha giocato nelle nazionali giovanili serbe Under-19 ed Under-21.

## Statistiche

### Presenze e reti nei club
Statistiche aggiornate al 27 febbraio 2022.
| Stagione        | Squadra         | Campionato      | Campionato | Campionato | Coppe nazionali | Coppe nazionali | Coppe nazionali | Coppe continentali | Coppe continentali | Coppe continentali | Altre coppe | Altre coppe | Altre coppe | Totale | Totale |
| Stagione        | Squadra         | Comp            | Pres       | Reti       | Comp            | Pres            | Reti            | Comp               | Pres               | Reti               | Comp        | Pres        | Reti        | Pres   | Reti   |
| --------------- | --------------- | --------------- | ---------- | ---------- | --------------- | --------------- | --------------- | ------------------ | ------------------ | ------------------ | ----------- | ----------- | ----------- | ------ | ------ |
| 2019-2020       | IMT Belgrado    | 1L              | 16         | 8          | CS              | 2               | 3               |                    | -                  | -                  |             | -           | -           | 18     | 11     |
| feb.-giu. 2021  | Partizan        | SL              | 1          | 0          | CS              | 0               | 0               | UEL                | -                  | -                  |             | -           | -           | 1      | 0      |
| 2021-2022       | Partizan        | SL              | 15         | 4          | CS              | 0               | 0               | UECL               | 6                  | 0                  |             | -           | -           | 21     | 4      |
| Totale carriera | Totale carriera | Totale carriera | 32         | 12         |                 | 2               | 3               |                    | 6                  | 0                  |             | -           | -           | 40     | 15     |